# Ambrus Gábor
Ambrus Gábor (Largo) (Budapest, 1967. október 6. –) sportújságíró, szerkesztő, író, 12 éven át a Magyar Sportújságírók Szövetségének főtitkára, 12 éven át a Magyar Olimpiai Bizottság tagja.

## Pályafutása
Szülei: Ambrus Vilmos és Hofgart Julianna. 1987-1988 között a Budapesti Társadalombiztosítási Igazgatóságon dolgozott. 1989-1992 között az Magyar Állami Operaházban volt segédszínész. 1996-1999 között a Janus Pannonius Tudományegyetem népművelés szakán tanult.
1992–1998 között illetve 2000-től a Magyar Távirati Iroda sportszerkesztőségének munkatársa. 1998-2000 között a Tippmix sajtószolgálatának szerkesztője, illetve a Sportfogadás munkatársa volt. 2003-ban kinevezték a hírügynökség sportszerkesztősége vezetőjének. Szakterülete az atlétika, a labdarúgás és a vitorlázás.
1999-ben részt vett az Aqua Magazin című, vitorlázással, vízi sportokkal, életmóddal foglalkozó folyóirat alapításában. A lapnak azóta munkatársa, szerkesztője, olvasószerkesztője. 2003–2015 között a Magyar Sportújságírók Szövetsége főtitkára,2005–2016 között a Magyar Olimpiai Bizottság tagja volt. A testületen belül a médiabizottság tagjaként tevékenykedett.
Több éven át tanított a Komlósi Oktatási Stúdióban.2004 óta rendszeresen publikál a Sport évkönyvben. 2006-2010 között a Fotós szem című MTI-s kiadvány egyik szerkesztője volt, és közreműködött a Kor-képek 1948-1955 című könyv elkészítésében is. Publikált még az Atlétika magazinban, illetve a Sport Pluszban.

## Kitüntetései, díjai
- MOB-médiadíj (2006)[8]
- Magyar Köztársasági Ezüst Érdemkereszt (2008)[9]
- Az Év Vitorlás Újságírója-díj (2010)[10]
- Feleki-díj (2020)[11]

## Fontosabb kiküldetései
- Olimpia – Athén (2004), Peking (2008), London (2012), Rio de Janeiro (2016), Tokió (2021), Párizs (2024)
- Atlétikai vb – Göteborg (1995), Párizs (2003), Helsinki (2005), Oszaka (2007), Berlin (2009), Doha (2019)
- Atlétikai Eb – München (2002), Göteborg (2006), Barcelona (2010), Helsinki (2012), Zürich (2014), Berlin (2018)
- Atlétikai Eb (fedett pályás) – Gent (2000), Bécs (2002)
- Öttusa vb - Moszkva (2011)
- Asztalitenisz Európa-bajnokság - Schwechat (2013)

## Írói munkássága
Egyenes kiesés címmel a Scolar Kiadó 2013-ban jelentette meg első verseskötetét. A könyv ajánlójában így fogalmazott Kemény István: „Ambrus Gábor verseiben életismeret, bölcsesség, filozofikus világlátás kerül szembe a fiatalságát éppen elhagyó férfi mindennapi gondjaival, testi, lelki problémáival, nyugtalanságával. A versek nagy erénye, hogy ezt a szembenállást nemcsak okosan, hanem feszült, izgalmas, drámai szituációkban láttatják az olvasóval - nem nélkülözve a humort sem.”